# Johan Helo
Johan (Juhani) Helo (bis 1906 Helenius; * 22. August 1889 in Helsinki; † 25. Oktober 1966 ebenda) war ein finnischer Politiker. Helo war zunächst Mitglied der Sozialdemokratischen Partei Finnlands (SDP), nach dem Krieg trat er der neugegründeten linksgerichteten Demokratischen Union des Finnischen Volkes (SKDL) bei.
Helo hatte Ministerposten in insgesamt drei verschiedenen Regierungen inne. Im Kabinett Väinö Tanners war er 1926/27 Sozialminister, anschließend noch rund ein Monat Minister für öffentliche Angelegenheiten. Nach dem Krieg wurde er noch als Mitglied der SDP für fünf Monate Finanzminister im Kabinett Paasikivi II, im folgenden Kabinett Paasikivi III war der mittlerweile der SKDL beigetretene Helo zwischen April 1945 und Dezember 1945 Bildungsminister.
1940 fand eine Präsidentschaftswahl statt. Dabei wurde der Wahlmännerausschuss der Wahl von 1937 wiedereinberufen. Während alle Parteien offiziell Risto Ryti unterstützen, der schließlich auch mit deutlicher Mehrheit gewählt wurde, war Helo Kandidat der Sozialistischen Fraktion, die sich von der SDP abgespaltet hatte. Helo erhielt vier Stimmen. Noch während der Kriegsjahre wurde Helo aufgrund seiner politischen Gesinnung festgenommen.
Verheiratet war er mit der Schauspielerin Lullan Helo (1909–1968).